# Patalene infensata
Patalene infensata är en fjärilsart som beskrevs av Achille Guenée 1859. Patalene infensata ingår i släktet Patalene och familjen mätare. Inga underarter finns listade i Catalogue of Life.